# Yoyo (film, 1965)
A Yoyo 1965-ben készült francia film Pierre Étaix rendezésében és főszereplésével. A negyven évet epizódokban feldolgozó, drámai, vígjátéki, részben börleszk elemeket is tartalmazó film egy cirkuszi bohóc és bűvész életének a története, aki felnővén visszaszerzi egykoron dúsgazdag édesapja kastélyát. A film első harminc perce a némafilm-korszakban játszódik, ezért csak zene és humoros zörejek hallhatók, de a kevés párbeszédnek a későbbiekben is csak másodlagos szerepe van.

## Történet

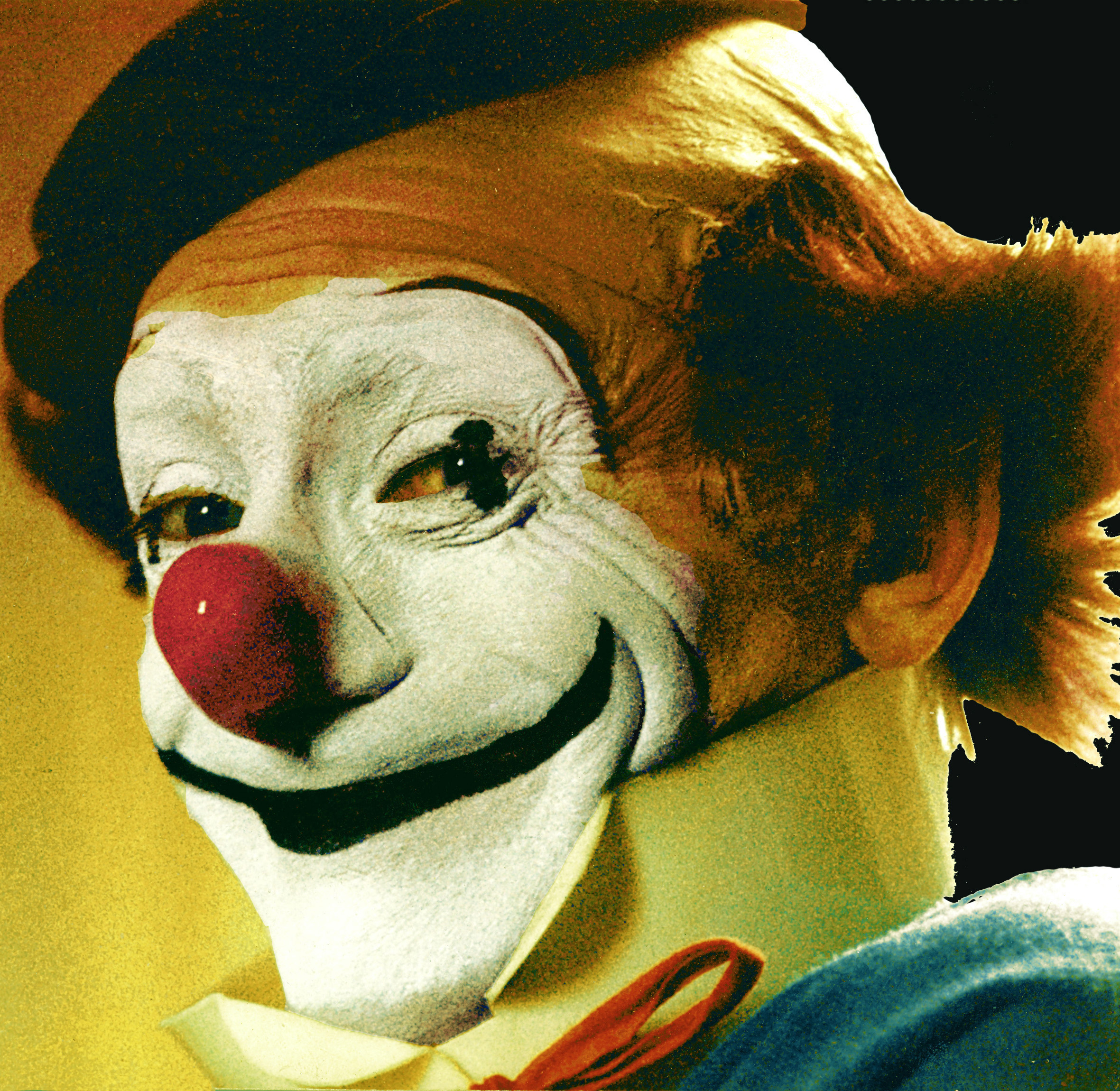
Étaix mint Yoyo 2012-ben

1925, a  charleston tánc és a némafilm korszaka. Franciaország egyik leggazdagabb embere magányosan él egy hatalmas kastélyban. Szolgák hada lesi minden kívánságát, szórakoztatásáról saját privát zenekara és táncosnői gondoskodnak, de ő mégsem boldog. Magányos óráiban régi szerelme, egy cirkuszi artistanő után vágyakozik, akitől elszakította az élet. 
Egy napon a kastély udvarából meglátja, hogy vándorcirkuszosok haladnak el a kapu előtti úton. Egy csettintés csak számára elintézni, hogy a kastély udvarán felállítsák a sátrukat és csak az ő számára tartsanak egy előadást. A műsor alatt a cirkuszosoktól egy tíz év körüli kisfiú beoson a kastélyba, ahol elámul a végtelen gazdagságon. A milliárdos férfiú döbbenten veszi észre, hogy a műlovarnő az ő hosszú évek óta nem látott és visszavágyott szerelme, az időközben visszatért kisfiúról meg kiderül, hogy a fia, akinek a létezéséről sem tudott eddig. A sors azonban ismét közbeszól, a cirkusz távozik, a milliárdos az eddiginél is szomorúbban tér vissza kastélyába. Búcsúzóul fiának adja kedvenc és akkor divatos játékát, a jojót, aki innen kapja életre szóló becenevét a Yoyót. Telnek-múlnak az évek. 
1929. Mivel ekkortól már a hangosfilm uralja a mozikat, ez az eddig csak hangokat, zörejeket és filmzenét tartalmazó,  burleszkszerű némafilm is hangosfilmmé válik, a szereplők ettől fogva keveset ugyan, de beszélnek. A hangosfilmmel egyidőben azonban megérkezik a nagy gazdasági világválság, a pillanatok alatt tönkrement részvényesek és bankárok sora végez magával, milliárdosunk is immár koldusszegény. Próbálná magát felakasztani, de a végrehajtó azt a széket is elviszi, amire éppen rá akar állni, az eddig a jó fizetségért hűségesnek látszó személyzet távozás közben amit még lehet, ellop. Egyetlen megmaradt vagyona az autója. Megkeresi cirkuszos szerelmét, majd hármasban vándormutatványosok lesznek, az autó mögé kapcsolt cirkuszkocsijukkal járják a világot. Szegényen, de boldogan élnek tovább tíz éven keresztül. 
1939. Yoyo immár felnőtt, sikeres bohócként és bűvészként folytatja a szakmát egy nagyobb cirkusznál, szülei maradnak önálló mutatványosok. A nemzetközi helyzet azonban egyre rosszabb, kitör a háború, majd Franciaországot is megszállják, Yoyo német hadifogságba kerül. 
1945. Vége a háborúnak, Yoyo visszatér a cirkuszhoz. A következő években bejárják egész Európát. Időnként összeakad szintén vándorcirkuszos régi szerelmével Isolinával, aki kéri is, hogy tartson velük, de − akárcsak édesapja egykor − ő is  inkább a saját útját járja. Fejébe veszi, hogy felújítja édesapja végtelenségig lepusztult kastélyát. Beköltözik az egyik még lakható szobába, majd eleinte egymaga lát neki a munkának.  
1965. A tévékorszak pár évvel korábbi kezdete óta a szórakozás megváltozott, a cirkuszok jövője bizonytalanná vált. Yoyo immáron tévésztár és művészeket menedzselő gazdag producer. A kastély felújítása ekkorra már komoly tempóban halad. Mikor végre elkészül, a megnyitóra hatalmas vendégsereg érkezik, Yoyo azonban frusztrált és bizonytalan. Mint negyven évvel korábban, ismét cirkuszi karaván közelít, majd Isolina állít be a szmokingos-estélyis vendégek közé azzal, hogy Yoyot kint várják a szülei. Kérleli őket, hogy jöjjenek be legalább szétnézni, ők azonban nem hajlandók visszatérni a boldogtalanságot jelentő falak közé, majd Isolinával hármasban elhajtanak.
Yoyo a vendégeit magára hagyva felrohan egy cirkuszt formázó kis helyiségbe, ahol korábbi művészévei emlékei sorakoznak. Rá kell jönnie, hogy ugyanolyan magányos és boldogtalan, mint egykor édesapja volt. Mikor a cirkusz gyerekkorától jól ismert elefántja beállít a kastély kertjébe, a hátán távozik a cirkuszhoz és Isolionához.

## Főszereplők
- Pierre Étaix - milliárdos és Yoyo, a fia
- Claudine Auger - Isolina, Yoyo szerelme
- Philippe Dionnet - Yoyo mint gyerek
- Luce Klein - Yoyo anyja

## Forgatási helyszín
- Porgès kastély Rochefort-en-Yvelines falu mellett, Párizstól 40 kilométerre délnyugatra. 1899 és 1904 között épült Jules Porgès gyémántkereskedő családja számára.